# Glony jadalne

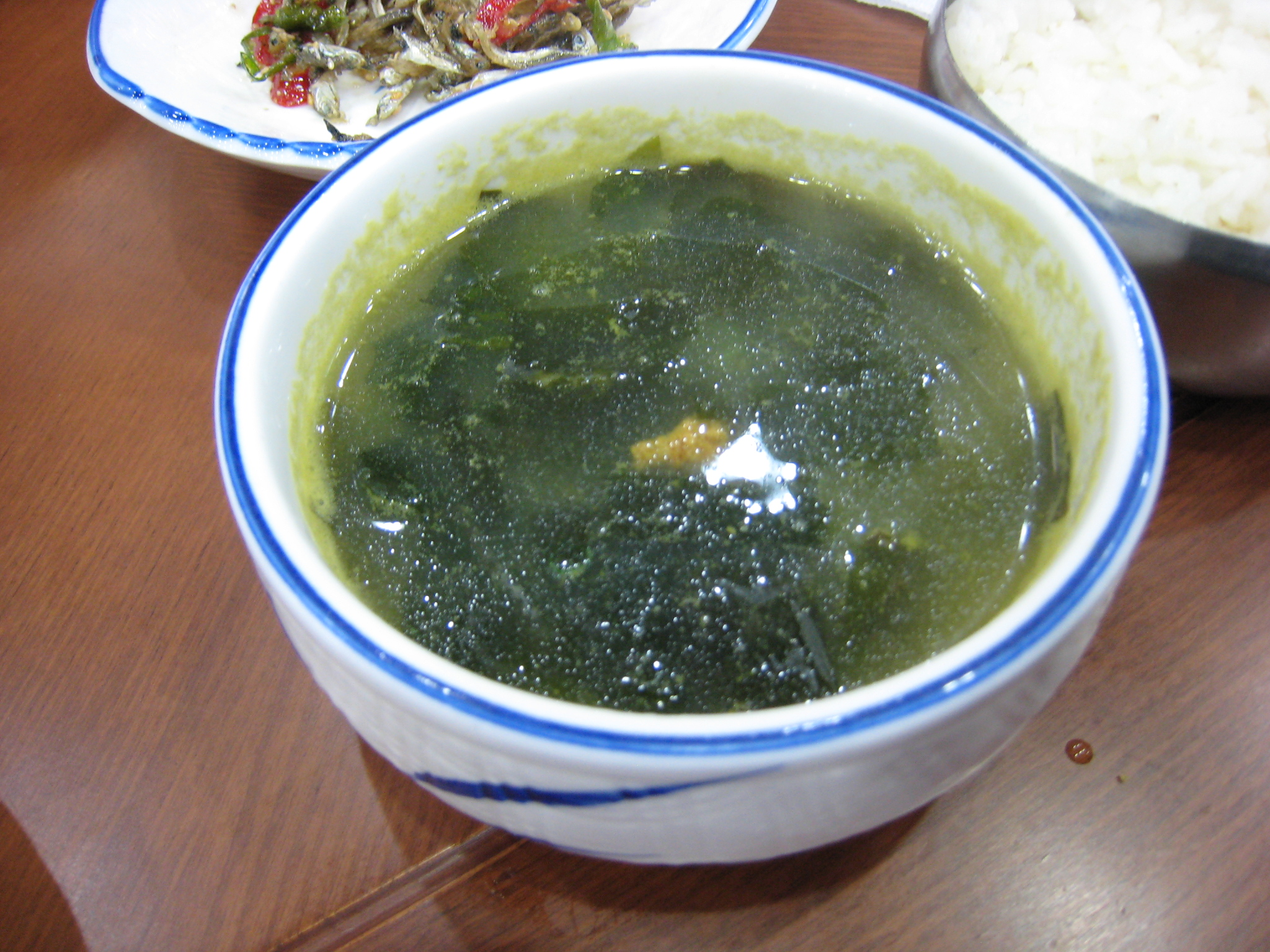
Zupa z glonów i jeżowca, Korea.

Glony jadalne – glony nadające się do spożycia przez ludzi. W uproszczonych systemach makroglony dzieli się na grupy odpowiadające dużym grupom taksonomicznym: glony brązowe – brunatnice (Phaeophyceae), czerwone – krasnorosty (Rhodophyceae), zielone – zielenice (Chlorophyceae) i wyróżnia mikroalgi. Zwykle zawierają dużo błonnika pokarmowego i pełnowartościowego białka. 
Glony są także uprawiane i zbierane w celu ekstrakcji kwasu alginowego, agaru-agaru i karagenu – galaretowatych substancji znanych pod wspólna nazwą hydrokoloidów lub fikokoloidów. Hydrokoloidy są ważnymi gospodarczo dodatkami spożywczymi, wykorzystywanymi ze względu na ich właściwości żelujące, zatrzymujące wodę, emulgujące i inne. 
Większość jadalnych glonów to wodorosty morskie, podczas gdy większość wodorostów słodkowodnych jest niejadalna. Niektóre algi morskie zawierają kwasy, które podrażniają układ pokarmowy, mogą mieć także właściwości przeczyszczające i regulujące równowagę elektrolitów.
Często serwowane w chińskich restauracjach danie o nazwie „chrupiące glony” (ang. crispy seaweed) nie zawiera glonów, tylko suszoną i usmażoną kapustę. 

## Dystrybucja
Glony są popularnym produktem spożywczym wielu nadmorskich rejonów na świecie. Od czasów prehistorycznych są one częścią kuchni chińskiej, kuchni japońskiej i kuchni koreańskiej. Są one także tradycyjnym składnikiem wielu kuchni zachodnich – Islandii, zachodniej Norwegii, atlantyckiego wybrzeża Francji i niektórych części Wielkiej Brytanii. Są także uprawiane w Nowej Szkocji, Nowej Fundlandii i w niektórych częściach USA. Maorysi z Nowej Zelandii tradycyjnie wykorzystują w kuchni kilka gatunków czerwonych i zielonych glonów. W Malezji i Indonezji są spożywane świeże glony.
Jedzenie glonów zyskuje w ostatnich latach na świecie na popularności. W USA zaczęto organizować kursy uczące ludzi zbierania świeżych glonów prosto z morza, co uważa się za bezpieczniejszą alternatywę dla zbierania grzybów.

## Wartości odżywcze i zastosowania
Glony zawierają dużo jodu w porównaniu do innych produktów spożywczych. 
Polisacharydy zawarte w glonach mogą być trawione przez ludzi w wyniku działania enzymów wytwarzanych przez bakterie jelitowe. Obecność takich enzymów jest często znajdowana w populacji japońskiej, ze względu na systematyczną konsumpcję glonów. 
W niektórych częściach Azji, arkusze suszonych glonów z rodzaju Porphyra nori 海苔 (w Japonii), zicai 紫菜 (w Chinach) oraz gim 김 (w Korei) są używane jako składnik zup, sushi i onigiri. W Walii te same glony są wykorzystywane do produkcji laverbread, czyli czarnej pasty używanej jako smarowidło lub dip, uzyskiwanej w wyniku wielogodzinnego gotowania.  Porphyra należą do jednych z najbardziej wartościowych odżywczo glonów: o zawartości białka na poziomie 30-50% masy całkowitej (w około 75% strawnych), cukrów – około 0,1%, dużej zawartości witamin: A, C, B3 oraz B9 oraz (po wypłukaniu) niskiej zawartości soli. Charakterystyczny smak przetworów Porphyra jest spowodowany wysoką zawartością trzech aminokwasów: alaniny, kwasu glutaminowego i glicyny.  
Chrząstnica kędzierzawa i Kappaphycus alvarezii są wykorzystywane w produkcji różnych dodatków spożywczych.  

### Produkcja oleju jadalnego
Niektóre mikroalgi, z rodzajów Isochrysis, Nannochloropsis, Phaeodactylum, Pavlova oraz Thalassiosira zawierają duże ilości kwasów omega-3 i mogą być stosowane jako zamiennik olejów pozyskiwanych z ryb. Jadalny olej pozyskiwany z mikroalg, takich jak np. Chlorella vulgaris, Scenedesmus obliquus i Nannochloropsis oceanica ma pożądane właściwości sensoryczne i bardzo wysoki punkt dymienia, wynoszący 251 °C. Mikroalgi używane do produkcji oleju jadalnego mogą być uprawiane z wykorzystaniem fotosyntezy lub dodatkowo na pożywce cukrowej (w celu intensyfikacji procesu). Są one najefektywniej produkującymi olej organizmami na świecie. Możliwe jest produkowanie na przemysłową skalę oleju o wybranych pożądanych właściwościach, takich jak: cechy sensoryczne, zawartość kwasów omega czy punkt dymienia. Wytłoki mogą być wykorzystane jako pasza dla zwierząt. Cechą wyróżniającą olej z mikroalg jest także jego neutralny smak, niezaburzający smaku potrawy. Produkcja oleju jadalnego oraz biodiesla z mikroalg, pomimo niewielkiego nagłaśniania przez media, ze względu na wysoką jakość oraz opłacalność zyskuje w ostatnich latach coraz większe zainteresowanie inwestorów.       

### Produkcja cukru
Istnieje wiele gatunków glonów, które mogą zostać wykorzystane do produkcji cukrów, jednak większość prowadzonych badań dotyczących rozwoju technologii produkcji tanich cukrów z glonów zakłada ich fermentację, w celu produkcji bioetanolu jako odnawialnego źródła energii. Cukry proste mogą być pozyskiwane z jadalnych gatunków glonów słodkowodnych oraz morskich, takich jak np.: Chlorella sorokiniana (oraz innych gatunków z rodzaju Chlorella), Nannochloropsis gaditana, Scenedesmus almeriensis, sałaty morskiej, skrętnic, Chlamydomonas reinhardtii, klejnotek, glonów z rodzaju Chlorococcum, Chlamydomonas reinhardtii oraz sinicy Anabaena cylindrica. Możliwa jest także ekstrakcja mannitolu z niektórych glonów.  
Cukry spożywcze pozyskane z glonów musiałyby zgodnie z Rozporządzeniem Parlamentu Europejskiego i Rady Unii Europejskiej przejść autoryzację zgodnie z przepisami o nowej żywności w celu dopuszczenia do sprzedaży na terenie Unii Europejskiej. Formalna autoryzacja nie zawsze jest wymagana w innych krajach.  
Potencjalnie istnieje możliwość pozyskiwania spożywczego oleju oraz cukru z jednej uprawy glonów, pozostałości poprocesowe mogą natomiast zostać wykorzystane jako substrat w biogazowniach do produkcji biogazu i nawozu.

## Pozyskiwanie

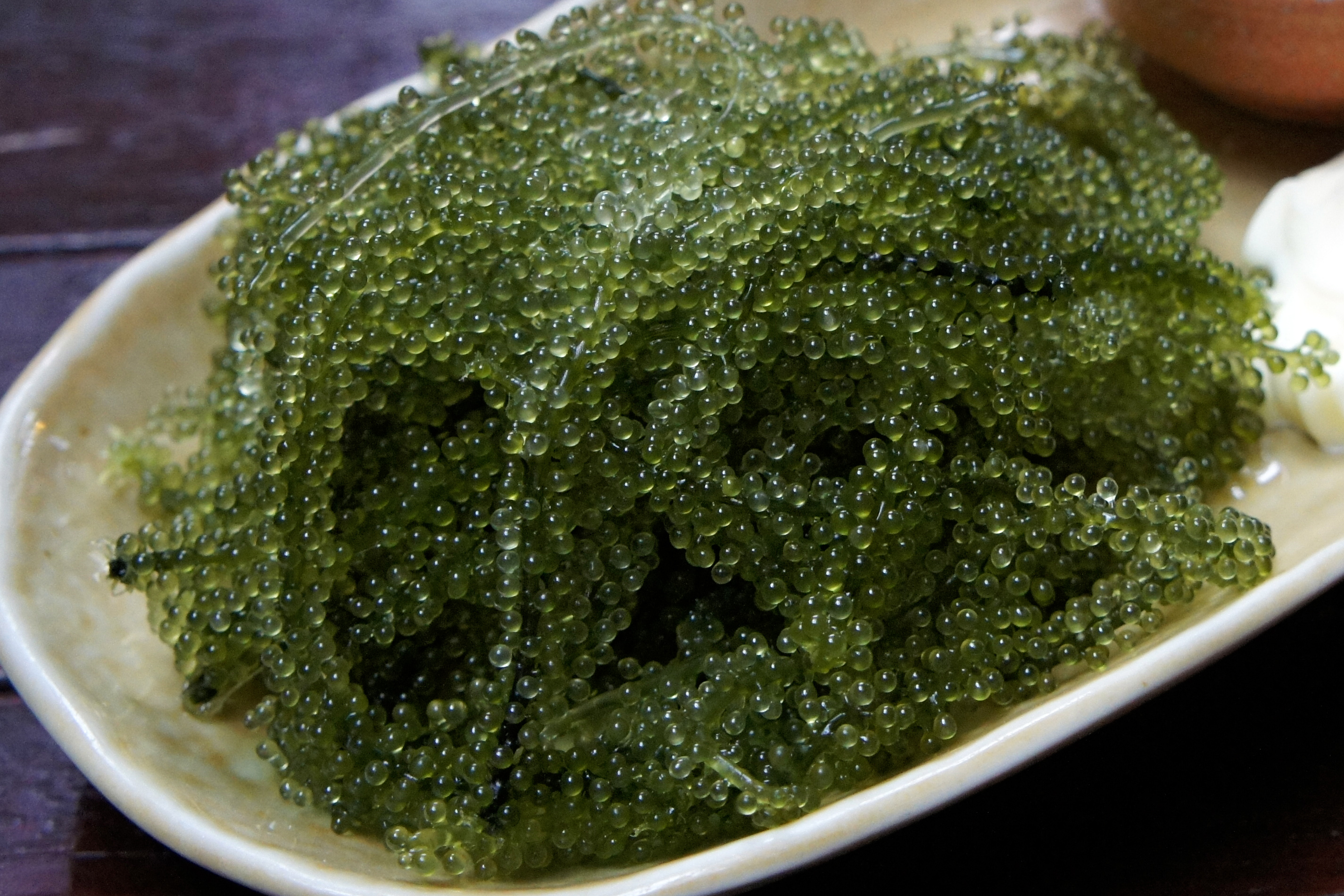
Glony Caulerpa lentillifera są uprawiane w stawach na Filipinach.

Większość spożywanych gatunków glonów to rośliny dzikie, jedynie nieliczne gatunki są uprawiane. W tradycyjnej uprawie wykorzystuje się rozciągnięte sieci między bambusowymi palami wbitymi w dno, na których rosną glony. Zbiór plonów następuje dwanaście razy w ciągu roku. Glony nori są po zbiorach rozdrabniane, suszone i prasowane. Dzikie glony po zebraniu są zwykle odsalane poprzez płukanie i suszone, co zapewnia im bardzo długi okres przydatności do spożycia. Mogą być także namaczane w mieszaninie popiołu lub w roztworze zasadowym lub spożywane surowe. W USA i Kanadzie ze względu na rosnące zapotrzebowanie jadalne glony są uprawiane na lądzie w sztucznych zbiornikach.  
Japońska produkcja glonów z rodzaju Porphyra, które są postrzegane jako składnik luksusowy, to 400 tys. ton mokrej masy rocznie, przetwarzanych na 10 miliardów arkuszy nori (20×20 cm, 3,5-4,0 g), co reprezentuje roczny przychód na poziomie 1500 mln dolarów. W Korei Południowej ich produkcja wynosi 270 tys. t mokrej masy, a w Chinach 210 tys. t. Światowa produkcja glonów notuje bardzo szybki wzrost w ostatnich dziesięcioleciach i z tego względu rozważa się uprawę glonów spożywczych na pełnym morzu, także w połączeniu z farmami wiatrowymi. 
Na smak i jakość glonów mają wpływ różne czynniki: temperatura wody, prądy morskie, przypływy i odpływy morza, nasłonecznienie, fale morskie, długość dojrzewania, czy nawet pora dnia zbioru. 

## Popularne jadalne glony
Na świecie konsumowanych jest ponad sto gatunków glonów. Do najpopularniejszych wykorzystywanych w różnych rejonach świata zalicza się:
| - różne gatunki Callophyllis - Mastocarpus stellatus - Palmaria palmata - Eucheuma - Eucheuma spinosum - Eucheuma cottonii - Gelidiella acerosa - Gracilaria - Gracilaria edulis - Gracilaria corticata - Hypnea rząd Gigartinales - chrząstnica kędzierzawa (Chondrus crispus) i inne gatunki dostarczające karagenu - laver (Porphyra laciniata/Porphyra umbilicalis) - nori (Porphyra) - glony dostarczające agaru (np. Gracilaria lichenoides, Euchema muricatum, Gelidium, widlik zaostrzony) - chlorella - Ulva intestinalis - Caulerpa lentillifera - sałata morska (różne gatunki z rodzaju Ulva) | Brunatnice ( Phaeophyceae ) Listownicowce (Laminariales) arame [ 8 ] (Eisenia bicyclis) Alaria esculenta Durvillaea antarctica Ecklonia cava kombu ( Saccharina japonica ) Laminaria digitata Saccharina latissima wakame ( Undaria pinnatifida ) i hiromi ( Undaria undarioides ) Fucales morszczyn pęcherzykowaty ( Fucus vesiculosus ) Pelvetia canaliculata gronorosty hijiki lub hiziki ( Sargassum fusiforme ) Sargassum cinetum Sargassum vulgare Sargassum swartzii Sargassum myriocysum Sargassum echinocarpum Fucus spiralis Himanthalia elongata Ectocarpales Cladosiphon okamuranus |